# Ludwig von Falkenhausen
Ludwig von Falkenhausen (Guben, 13 september 1844 – 4 mei 1936) was een Duits militair. Hij was militair gouverneur van het bezette België van mei 1917 tot het einde van de Eerste Wereldoorlog.
Von Falkenhausen nam dienst in het Pruisisch leger in 1856 als kadet. Hij vocht mee in de Oostenrijks-Pruisische Oorlog (1866) en de Frans-Duitse Oorlog (1870-1871). Bij het begin van de Eerste Wereldoorlog werd hij uit rust terug opgeroepen en kreeg leiding over een korps van het Zesde Leger. Op 23 augustus 1915 kreeg hij de onderscheiding Pour le Mérite voor zijn acties aan het front in Lotharingen. In 1916 kreeg hij de leiding over de Duitse kustverdediging rond Hamburg. In augustus 1916 werd hij terug aan het front geroepen en kreeg hij de leiding over het Zesde Leger als vervanger van prins Rupprecht van Beieren. Hij verloor zijn commando na de Slag bij Arras en de verovering van Vimy Ridge door het Britse leger.
In mei 1917 werd hij aangesteld als militair gouverneur van België (Vlaanderen en Wallonië waren toen al bestuurlijk gesplitst) als vervanger van de overleden Moritz van Bissing. Hij zette het beleid van uitbuiting van het land verder. Na het einde van de oorlog ging hij met pensioen.